# Dorcas MacClintock
Dorcas MacClintock (geborene Eason; * 16. Juli 1932 in New York City, New York), manchmal auch Dorcas Eason MacClintock genannt, ist eine US-amerikanische Biologin, Sachbuchautorin und Bildhauerin.

## Leben
MacClintock ist die Tochter von James T. und Helen Eason, geborene Kay. Ihr Vater war Geschäftsmann. Von 1947 bis 1953 war sie studentische Assistentin am American Museum of Natural History in New York City. 1954 erlangte sie den Bachelor of Arts am Smith College in Northampton, Massachusetts. Ferner studierte sie am Lyme Academy College of Fine Arts bei der renommierten Bildhauerin Elisabeth Gordon Chandler (1913–2006) und deren Ehemann, dem Bildhauer und Medailleur Laci Anthony de Gerenday (1911–2001), und sie belegte Sommerworkshops bei Gerald Shippen. Im Juni 1956 heiratete sie den Wirbellosenpaläontologen Copeland MacClintock (1930–2019). Aus dieser Ehe gingen zwei Töchter hervor. 1957 graduierte sie zum Master of Arts an der University of Wyoming. Im selben Jahr wurde sie Forschungsassistentin und im Jahr 1959 wissenschaftliche Mitarbeiterin an der California Academy of Sciences in San Francisco. Von 1965 bis 1967 war sie Kuratorin der osteologischen Sammlung und 1980 wurde sie Kuratoriumsmitglied des Peabody Museum of Natural History der Yale University in New Haven, Connecticut. 
MacClintock ist Mitglied der American Society of Mammalogists, der Society of Vertebrate Paleontology, der Society of Animal Artists (Vorstandsmitglied seit 1976, Jurymitglied von 1980 bis 1996), der National Sculpture Society und bei Sigma Xi.
Neben zehn Büchern schrieb sie zahlreiche Beiträge für Zeitschriften, darunter das Audubon Magazine oder Pacific Discovery.
1973 wurde ihr Buch A natural history of Giraffes (mit Schattenrissillustrationen von Ugo Mochi) mit dem Science Book Award der New York Academy of Sciences für herausragende wissenschaftliche Literatur ausgezeichnet. Der Children’s Book Council setzte es auf die Auswahlliste der herausragenden Bücher des Jahres.

## Schriften
- Squirrels of North America, Van Nostrand, 1970.
- A Natural History of Giraffes, Scribner, 1973. (mit Illustrationen von Ugo Mochi)
- A Natural History of Zebras, Scribner, 1976. (mit Illustrationen von Ugo Mochi)
- Horses As I See Them, Scribner, 1980. (mit Illustrationen von Ugo Mochi)
- A Natural History of Raccoons, Scribner, 1981.
- A Raccoon’s First Year, Scribner, 1982.
- African Images, Scribner, 1984. (mit Illustrationen von Ugo Mochi)
- Phoebe the Kinkajou, Scribner, 1985.
- Red Pandas: A Natural History, Scribner, 1988.
- Animals Observed: A Look at Animals in Art, Maxwell Macmillan, 1993.